# My Indo Airlines
My Indo Airlines es una aerolínea de carga regular y chárter con base en el Aeropuerto Internacional Soekarno-Hatta en Indonesia. Se enfoca en el sector de carga nacional e internacional.
Establecida en 2014, la ruta inaugural de la aerolínea conectó Yakarta, Indonesia y Singapur. Debido a los problemas de seguridad de la industria de la aviación de Indonesia, My Indo Airlines es una de las 59 aerolíneas que tienen prohibido operar en el espacio aéreo europeo.

## Destinos
- Indonesia
  - Balikpapan - Aeropuerto Internacional Sultan Aji Muhammad Sulaiman
  - Yakarta - Aeropuerto Internacional Soekarno Hatta (Base)
  - Semarang - Aeropuerto Internacional Ahmad Yani
  - Jayapura - Aeropuerto Sentani
  - Wamena - Aeropuerto de Wamena
- Singapur
  - Singapur - Aeropuerto Internacional de Singapur

## Flota

### Flota Actual
En septiembre de 2023, la flota de My Indo Airlines consta de los siguientes aviones:
| Aeronave        | En flota | Pedidos | Capacidad | Notas                                  |
| --------------- | -------- | ------- | --------- | -------------------------------------- |
| Boeing 737-300F | 5        | —       | 20,412 kg | PK-MYC, PK-MYY, PK-MYB, PK-MYD, PK-MYE |
| Boeing 737-400F | 2        | —       |           | PK-MYV, PK-MYJ                         |
| Boeing 737-800F | 1        | —       |           | PK-MYI                                 |
| Total:          | 8        |         |           |                                        |

La flota de la aerolínea posee a septiembre de 2023 una edad media de 29,6 años.